# ФК Клермон
Фудбалски клуб Клермон (фр. Clermont Foot 63) француски је фудбалски клуб из Клермон Ферана.

## Историја
Године 2014. Клермон је постао први француски професионални мушки клуб који је имао женског тренера, Хелену Коста. Након нешто више од месец дана, Коста је напустила место тренера Клермона, а на њено место је дошла још једна жена, Корин Дијакр.
Клермон је први пут у својој историји успео да избори пласман у Прву лигу Француске у сезони 2020/21. када је клуб завршио на другом месту у Другој лиги.

## Трофеји
- Трећа лига Француске: 2001/02, 2006/07.